# Aeroportul Olive Branch
Aeroportul Olive Branch (IATA: OLV, ICAO: KOLV, FAA LID: OLV) este un aeroport din Mississippi, Statele Unite ale Americii ce deservește zona Olive Branch⁠(d). Aeroportul a fost tranzitat în 2019 de 72 de pasageri. A fost numit după zona deservită.
Situat la o altitudine de 123 m, aeroportul dispune de 1 pistă.

## Infrastructură

### Piste
Aeroportul dispune de o singură pistă. Pista 18/36 are suprafața de asfalt și dimensiunile 6.000 picioare × 100 picioare. 